# 平山健二郎
平山 健二郎（ひらやま けんじろう、1952年 - ）は、日本の経済学者。専攻は金融論、行動ファイナンス。関西学院大学経済学部教授、イェール大学Ph.D（経済学博士）。

## 略歴
兵庫県生まれ。サンケイスカラシップによるベイツ大学留学を経て、1975年一橋大学経済学部卒業。大阪大学大学院経済学研究科博士前期課程を経て、石坂記念財団奨学生として留学し、1983年にイェール大学大学院経済学研究科で、Ph.D（経済学博士）を取得。
京都産業大学経済学部講師、関西大学商学部助教授を経て、1995年4月より関西学院大学経済学部教授を務める。

## 著作

### 単著
- 『貨幣と金融政策: 貨幣数量説の歴史的検証 』(関西学院大学経済学研究叢書)2015/3/20

### 共編著
- 篠原総一・西村理・平山健二郎『インタラクティブ・エコノミクス―さあ、始めよう経済学』 2003/2
- 筒井義郎・平山健二郎『日本の株価―投資家行動と国際連関』2009/2